# C/1940 S1 Okabayasi-Honda
C/1940 S1 (Okabayasi-Honda) è una cometa non periodica. Sue particolarità sono di avere un'orbita retrograda e di avere una MOID con la Terra relativamente piccola.